# Heinrich Eichmann (Maler)
Heinrich Eichmann (* 14. Juli 1915 in Zürich; † 22. Oktober 1970 ebenda, heimatberechtigt in Flühli) war ein Schweizer Maler und Grafiker.

## Leben und Werk
Heinrich Eichmann war der Sohn des Heinrich und der Ida, geborene Koblet, und wuchs im Zürcher Kreis 4 auf. Er absolvierte von 1931 bis 1933 eine Lehre als Maler bei der Gipser- und Malergenossenschaft Zürich. Daneben besuchte er die Kunstgewerbeschule Zürich. Eichmann verbrachte seine Freizeit in den Jugendgruppen «Junge Pioniere», der SAJ und der «Freien Jugend» und trat 1933 der Sozialdemokratischen Partei Zürich bei. In Folge der Weltwirtschaftskrise war er oft arbeitslos. Dies gab ihm die Gelegenheit, sich vermehrt dem Malen, Zeichnen und der Pinselschriftkunst zu widmen. Als Fotoreporter nahm er ab Dezember 1936 bis Ende März 1937 am Spanischen Bürgerkrieg teil. Bei seiner Rückkehr in die Schweiz entging Eichmann als ausgewiesener Fotoreporter einer Verurteilung durch die Militärjustiz.
Eichmann war ab 1937 Mitglied der Künstlergruppe «Allianz». Von 1939 bis 1945 leistete er Aktivdienst und arbeitete dazwischen bei seiner ehemaligen Lehrfirma. Deren Geschäftsführer war er von 1949 bis 1964. In Zürich verkehrte er im Club «Bel Etage». Dieser war der Treffpunkt der Zürcher Avantgardisten der 1950er und 1960er Jahre. Ab 1960 bis zu seinem Tod lebte und arbeitete Eichmann als freischaffender Künstler in Sellenbüren. Er war ab 1938 mit Charlotte, geborene Goetz, verheiratet. Nach der Scheidung 1941 heiratete er 1943 Olga Bertha, geborene Kehl. Die Scheidung von ihr erfolgte 1952. 1957 lernte Eichmann Verena, geborene Schaufelberger kennen.
Es sind vor allem die Goldbilder, die Eichmann berühmt machten. Seine Werke bewegen sich jedoch in verschiedenen Stilrichtungen und lassen sich zeitlich kaum gliedern. Eichmann machte sich auch einen Namen durch Ausgestaltung von Räumen, etwa im Stadttheater Ingolstadt. Diese Innenräume des Theaters gestaltete Eichmann mit grossen Ornamenten in Gold und Silber, eine Spirale ebenfalls in Gold direkt auf Beton schmückt deren Eingang. Er stellte 1966 im Kunstverein Ingolstadt aus. Weitere Wandbilder folgten in der Schweizerschule von Neapel, in der Stadthalle Esslingen, im neuen Trakt der Töchterschule in Zürich und im Zürcher Fernsehstudio. Zudem schuf Eichmann ein Wandbild für die Expo 64 in Lausanne. Zwischen 1963 und 1970 führte er national wie auch international zahlreiche Wandbilder aus.
Eichmann schuf in seinen Werken eine eigene und von Symbolen angereicherte Welt. Vor allem die späteren Werke tragen Zeichen mit symbolhaftem Charakter. Die Symbolik in seinen Bildwelten basiert auf seiner Auseinandersetzung mit den Schriften von Carl Gustav Jung und Adrien Turel. Seine Werke tragen zudem Züge der auf zahlreichen Reisen gewonnenen Einsichten in die Symbolwelten anderer Kulturen.
Felix Baumann realisierte 1974 im Helmhaus Zürich die erste und bislang letzte grosse Retrospektivausstellung. «Eichmann figuriert als Aussenseiter der modernen Schweizer Kunst, dem der Ruf anhaftet, erst sechs Jahre vor seinem Tod zu einer eigenen künstlerischen Ausdrucksweise gefunden haben.» Vom 11. Februar bis zum 10. April 2022 fand – ebenfalls im Helmhaus – eine Ausstellung zusammen mit drei anderen Künstlern statt, darunter seine Patentochter Barbara Diethelm.